# 에릭 올맨
에릭 폴 올맨(Eric Paul Allman, 1955년 9월 2일 ~ )은 1970년대 후반과 1980년대 초반에 캘리포니아 대학교 버클리에서 Sendmail과 그 전신인 delivermail을 개발한 미국의 컴퓨터 프로그래머이다. 1998년, 올맨과 그렉 올슨은 샌드메일사를 공동 설립했다.

## 교육 및 훈련
엘세리토, 캘리포니아에서 태어난 올맨은 어릴 때부터 컴퓨터 분야에서 일하고 싶어했다. 그는 고등학교의 메인프레임에 침입하곤 했으며, 나중에는 컴퓨터 사용을 위해 캘리포니아 대학교 버클리 컴퓨팅 센터를 이용했다. 1973년, 그는 유닉스 운영 체제가 학계에서 인기를 얻기 시작할 무렵 캘리포니아 대학교 버클리에 입학했다. 그는 1977년과 1980년에 각각 캘리포니아 대학교 버클리에서 학사 및 석사 학위를 취득했다.

## Sendmail 및 Syslog
유닉스 소스 코드는 버클리에서 이용 가능했기 때문에, 현지 해커들은 AT&T 코드에 많은 확장을 빠르게 추가했다. 그러한 확장 중 하나가 delivermail이었으며, 1981년에 Sendmail로 발전했다. MTA로서, 이는 여전히 상대적으로 작은(오늘날의 인터넷과 비교하여) 아파넷을 통해 전자우편을 전달하도록 설계되었는데, 이 아파넷은 이메일 헤더에 대한 매우 다른 형식을 가진 많은 작은 네트워크로 구성되어 있었다.
Sendmail은 곧 버클리 소프트웨어 배포판 (BSD)의 중요한 부분이 되었으며, 다소 복잡한 구성 구문과 인터넷 텔레마케팅 회사들의 잦은 남용에도 불구하고 유닉스 기반 시스템에서 가장 널리 사용되는 MTA였다. 1998년, 올맨과 그렉 올슨은 에머리빌에 본사를 둔 Sendmail, Inc.를 설립하여 Sendmail 개선을 위한 사유 작업을 수행했다.
시스로그로 알려진 MTA에서 사용되는 로깅 형식은 처음에는 Sendmail에서만 사용되었지만, 결국 다른 관련 없는 프로그램들이 로깅에 사용하는 비공식적인 표준 형식이 되었다. 나중에 이 형식은 2001년 RFC 3164에 의해 공식화되었지만, 원래 형식은 가장 최근의 개정판인 RFC 5424에 의해 구식화되었다.

## 기타 기여
올맨은 BSD 들여쓰기 스타일이라고도 알려진 올맨 들여쓰기 스타일을 대중화한 공로를 인정받고 있다. 그는 포트란 버전의 슈퍼 스타 트렉을 C 프로그래밍 언어로 포팅했으며, 이는 나중에 BSD 트렉이 되어 여전히 다양한 리눅스 배포판에 고전 bsdgames 패키지의 일부로 포함되어 있다.
그는 2006년 8월 텔류라이드에서 텔류라이드 기술 축제 기술상을 수상했다. 2009년에는 Association for Computing Machinery로부터 저명한 엔지니어로 인정받았다. 2014년 4월에는 인터넷 명예의 전당에 헌액되었다.

## 개인 생활
동성애자인 올맨은 마셜 커크 맥쿠식과 함께 버클리에 살고 있으며, 맥쿠식은 그들이 2013년 10월에 결혼하기 전 30년 이상 그의 파트너였다. 두 사람은 대학원에서 처음 만났다. 맥쿠식은 BSD의 주요 개발자이다.
인터넷을 통해 혐오 메일을 보내는 것이 게이 프로그램에 의해 건드려지지 않고는 기본적으로 불가능하다는 것을 아는 것은 일종의 뒤틀린 즐거움이다. 그건 좀 웃기다.— 에릭 올맨